# Hennahuvad lövletare
Hennahuvad lövletare (Clibanornis erythrocephalus) är en fågel i familjen ugnfåglar inom ordningen tättingar.

## Utbredning och systematik
Hennahuvad lövletare delas in i två underarter:
- Clibanornis erythrocephalus erythrocephalus – förekommer i sydvästra Ecuador (Loja) och nordvästra Peru (i söder till Lambayeque)
- Clibanornis erythrocephalus palamblae – förekommer i västra Anderna i Peru (Piura)

Tidigare placerades arten i Hylocryptus, men DNA-studier visar att den står nära bambukryparen (Clibanornis dendrocolaptoides) och har därmed flyttats till släktet Clibanornis. 

## Status
IUCN kategoriserar arten som sårbar.